# Medina minima
Medina minima är en tvåvingeart som först beskrevs av Macquart 1851.  Medina minima ingår i släktet Medina och familjen parasitflugor.
Artens utbredningsområde är Belgien. Inga underarter finns listade i Catalogue of Life.